# Muttergotteskapelle (Uetterath)
Koordinaten: 51° 1′ 24″ N, 6° 7′ 50″ O
Die Muttergottes-Kapelle befindet sich im Ortsteil Uetterath der Stadt Heinsberg in Nordrhein-Westfalen. Sie steht als Baudenkmal unter Denkmalschutz.

## Lage
Die Kapelle steht im Uetterather Ortsteil Nygen an einer Wegekreuzung.

## Geschichte
Die kleine Kapelle ist der Muttergottes geweiht und wurde 1929/30 erbaut. 1986 wurde eine Restaurierung der Kapelle von den Nachbarschaften durchgeführt.

## Architektur
Das Gebäude ist ein kleiner Backsteinbau mit einer spitzbogigen Öffnung. Das Frontmauerwerk ist mit drei Zinnen bekrönt. Die mittlere Zinne trägt ein Kapellenkreuz. Ein ziegelgedecktes Satteldach schützt die Kapelle. Im Eingangsbereich ist ein Gitter aus Schmiedeeisen angebracht. Der Fußboden ist gefliest. Über den weiß gestrichenen Wänden ist an der Decke eine Holzvertäfelung angebracht.

## Ausstattung
- In der Kapelle sind ein Altar und eine Madonna mit Kind vorhanden.

## Galerie

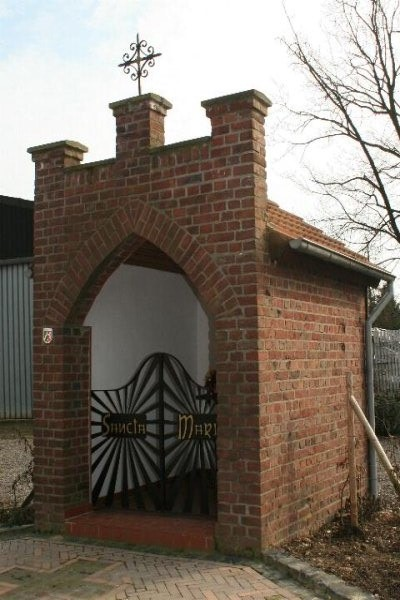
Ansicht
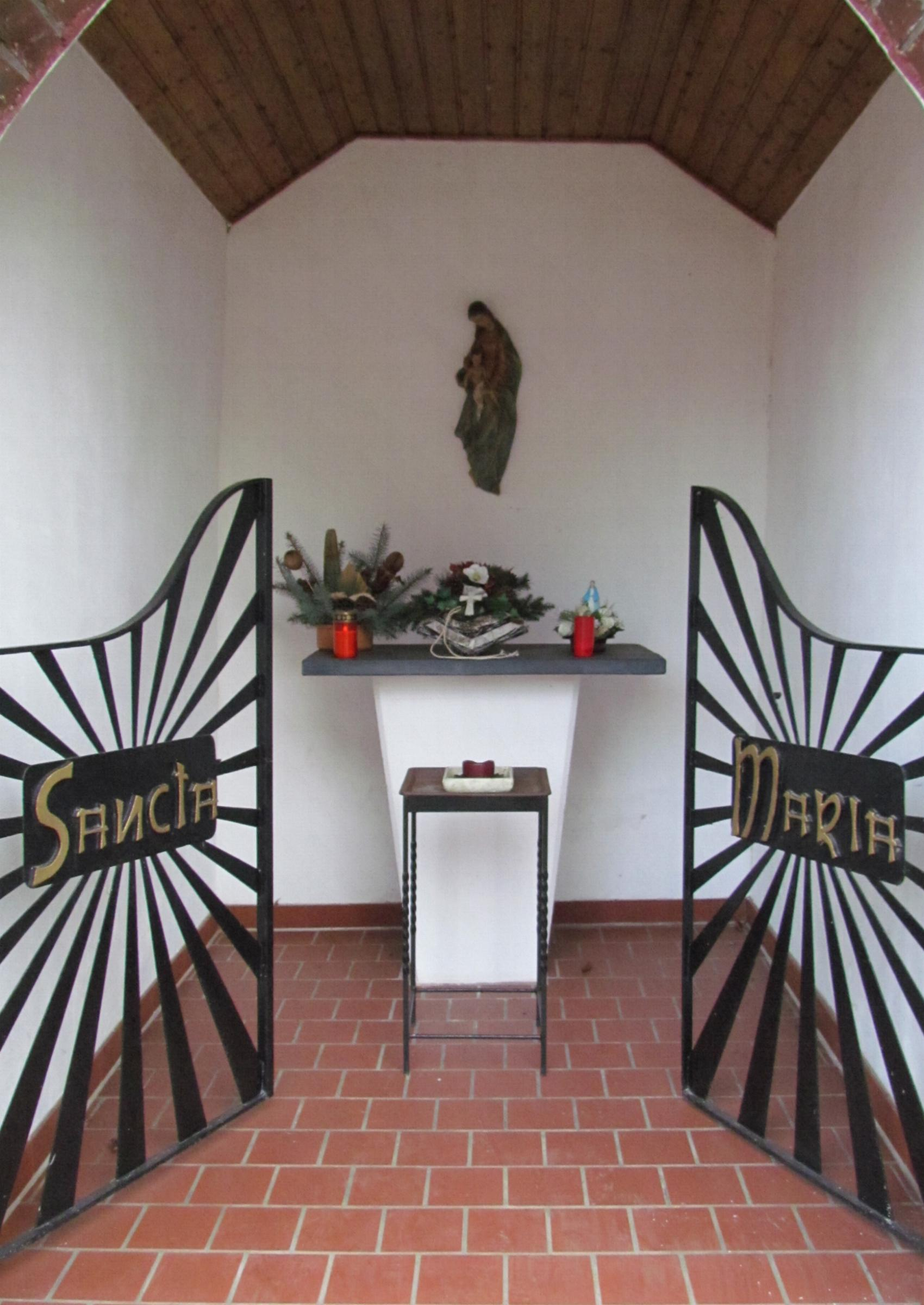
Innenansicht
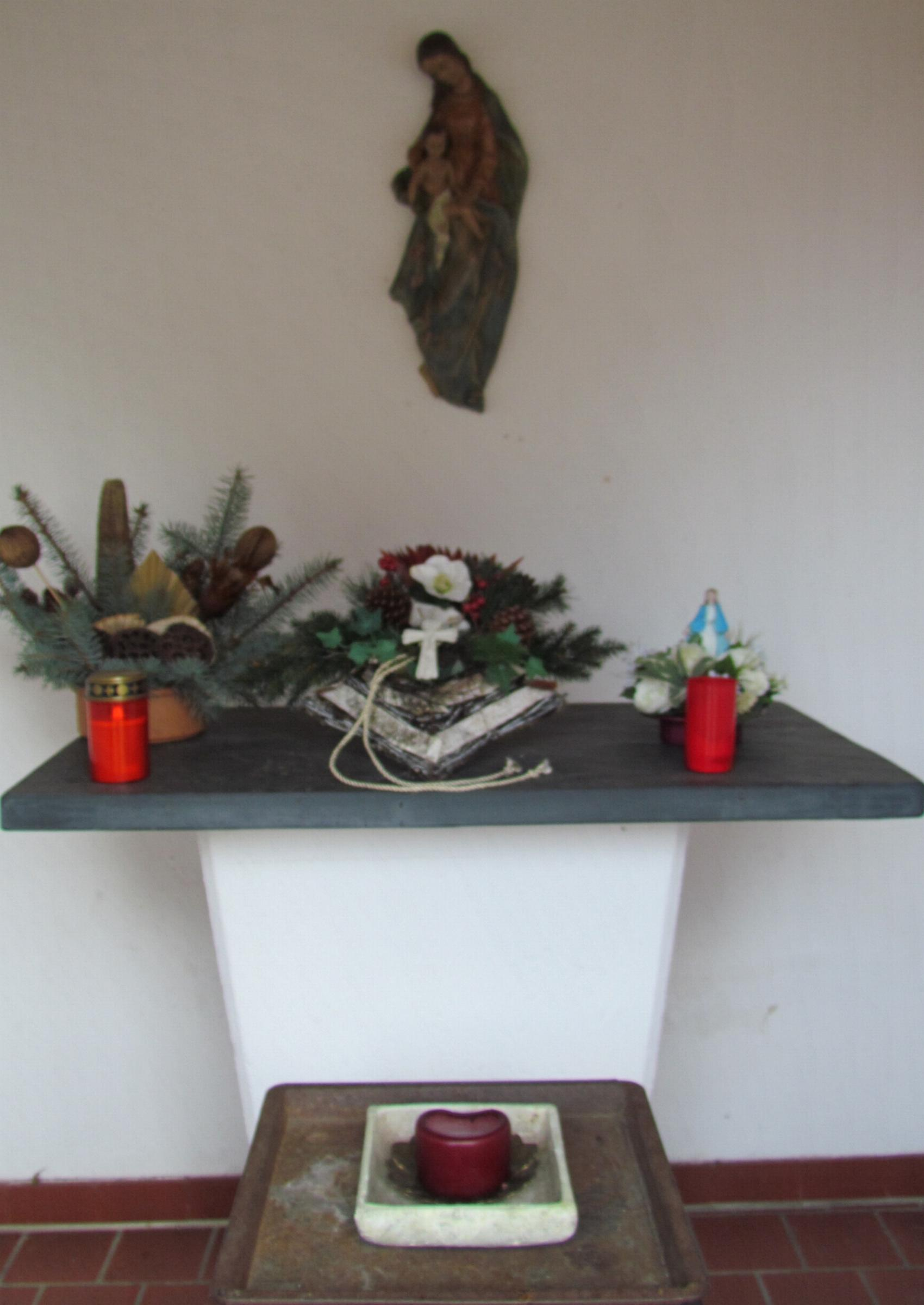
Altaransicht
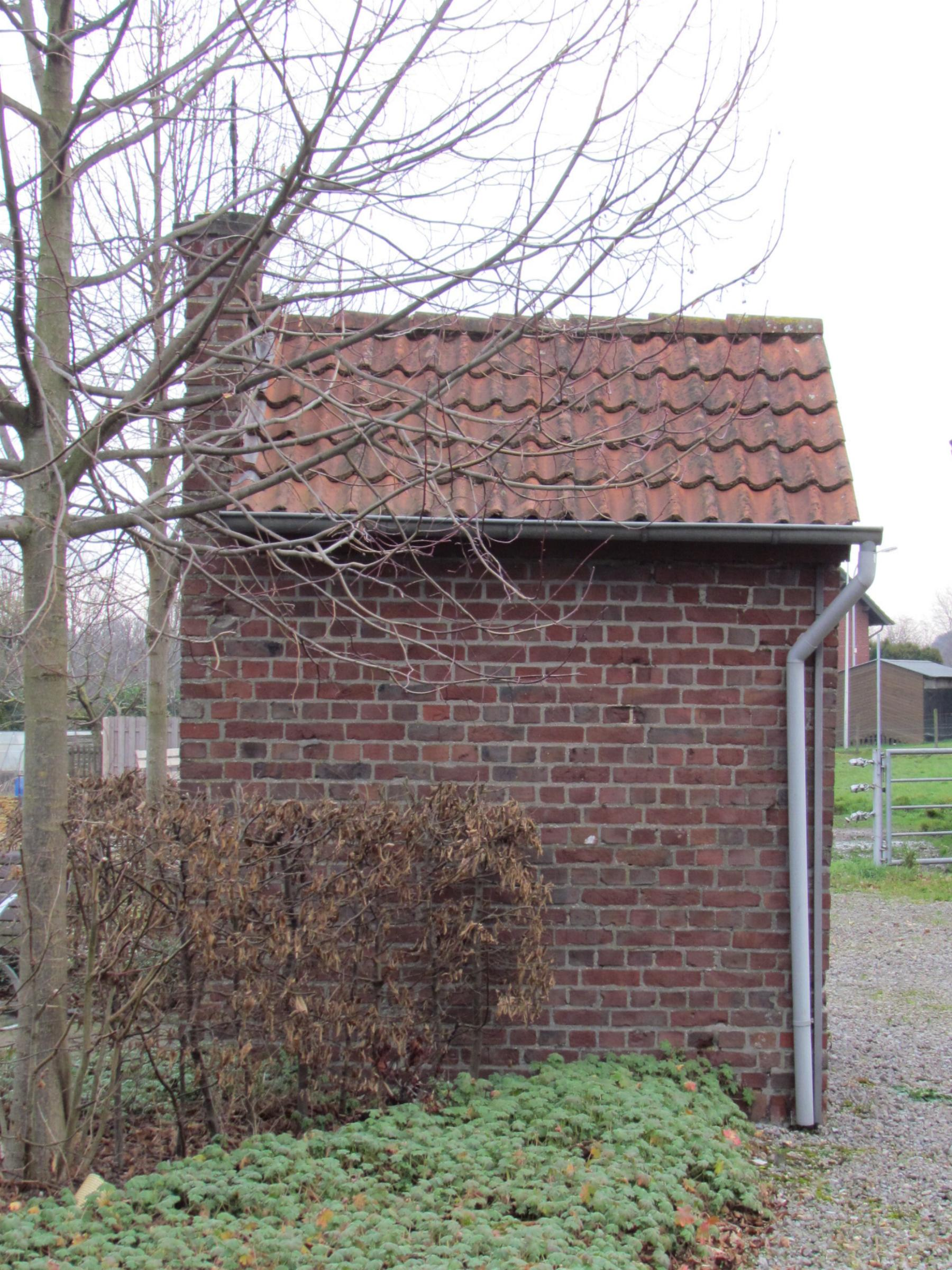
Seitenansicht
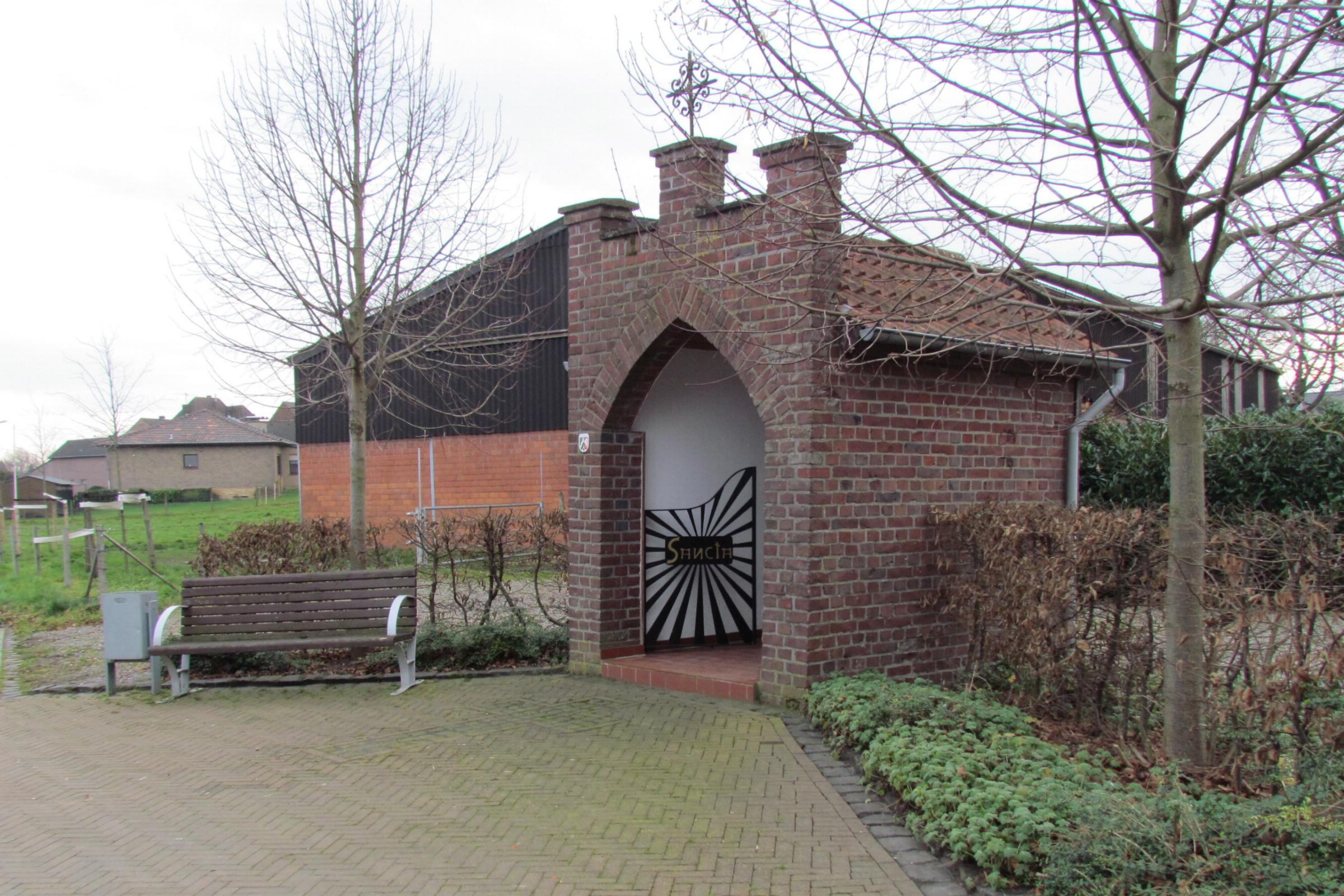
Gesamtansicht